# The Spendthrift
The Spendthrift è un film muto del 1915 diretto da Walter Edwin. Prodotto dalla George Kleine Productions e distribuito dalla Kleine-Edison Feature Services, il film - girato a Manhattan, in parte presso la casa di moda Lucile Ltd. - fu distribuito in sala il 21 giugno 1915.
La protagonista del film fu Irene Fenwick, una nota attrice teatrale che avrebbe poi sposato nel 1923 Lionel Barrymore.
Il soggetto è l'adattamento cinematografico del lavoro teatrale The Spendthrift che andò in scena a Broadway l'11 aprile 1910. Tra gli attori, anche Mattie Ferguson, che anche nel film ricoprì il ruolo di zia Gretchen.

## Trama
Gretchen Jans, una milionaria eccentrica, cerca di instillare nelle nipoti Frances e Clarice i proprî principî basati su un modo di vivere più rigoroso che va a toccare i gusti dispendiosi delle due ragazze. Frances si ribella e scappa con il ricco Richard Ward. Dopo un paio di anni, però, la vita lussuosa e stravagante della donna ha quasi ridotto al fallimento Ward. Per aiutarlo, Frances si rivolge a Suffern Thorne, chiedendogli un prestito di ventimila dollari che lui le concede sperando in un tornaconto personale. Quando lei mostra il denaro a Ward, gli dice che quelli sono soldi di sua zia ma Richard scopre la verità. Attira Thorne nel boudoir di Frances, lo minaccia con una pistola ma poi gli restituisce il denaro e lascia da soli i due, ritenendo che non valga la pena di rovinarsi per loro.
Frances, pentita, se ne via anche lei, decidendo di trovarsi un lavoro. Nel frattempo, zia Gretchen aiuta Richard nei suoi affari. Ward, rimesse a posto le sue finanze, rivede una sera Frances all'uscita dal lavoro. I due finalmente si chiariscono. Lui si rende conto dell'innocenza della moglie e lei promette di rinunciare per sempre alle dispendiose abitudini che li hanno portati sull'orlo della rovina, finanziaria e sentimentale.

## Produzione
Il film fu prodotto dalla George Kleine Productions. Venne girato a New York, a Manhattan, nei locali della casa di mode Lucile di Lady Duff Gordon, sarta e costumista teatrale e cinematografica. Le modelle Miss Hebe White, Miss Yaha Grey, Miss Phyllis e Miss Dolore appaiono nel film indossando gli abiti della famosa creatrice di moda.

## Distribuzione
Il copyright del film, richiesto da George Kleine, fu registrato il 9 giugno 1925 con il numero LP5526.
Distribuito dalla Kleine-Edison Feature Services, uscì nelle sale cinematografiche statunitensi il 21 giugno 1915.
Copia completa della pellicola si trova conservata negli archivi della Library of Congress di Washington.